# Paul Wendkos
Abraham Paul Wendkos (* 20. September 1922 in Philadelphia, Pennsylvania; † 12. November 2009 in Malibu, Kalifornien) war ein US-amerikanischer Filmregisseur.

## Leben
Paul Wendkos studierte Filmgeschichte und Ästhetik an der New School for Social Research und begann seine Karriere mit Dokumentarfilmen. 1957 wechselte er zum Spielfilm; dort entwickelte er sich zum profilierten Regisseur, der für über 110 Spiel- und Fernsehfilme oder Fernsehserienepisoden verantwortlich zeichnete. Darunter waren Erfolgsformate wie Route 66, Westlich von Santa Fé oder Die Unbestechlichen. Ab den 1970er Jahren spezialisierte er sich auf Fernsehspiele; 1988 wurde er für den Fernsehfilm 847 – Flug des Schreckens mit dem Emmy Award ausgezeichnet.
Zu seinen Arbeiten für die große Leinwand zählen die Teenie-Komödien um April (1959/61), das Western-Sequel Die Rache der glorreichen Sieben (1969) und der Horrorfilm Mephisto-Walzer (1971). Nach 1971 arbeitete Paul Wendkos als Regisseur nur noch für Fernseh-Produktionen.
1999 zog sich Wendkos ins Privatleben zurück. Er starb am 12. November 2009 in Malibu,  Kalifornien im Alter von 87 Jahren.

## Filmografie (Auswahl)
- 1957: Ein Toter lügt nicht (The Burglar)
- 1958: Brückenkopf Tarawa (Tarawa Beachhead)
- 1959: April entdeckt die Männer (Gidget)
- 1959: Auf heißer Fährte (Face of a Fugitive)
- 1959: Schlacht im Korallenmeer (Battle of the Coral Sea)
- 1959: April entdeckt Hawaii (Gidget Goes Hawaiian)
- 1963: April entdeckt Rom (Gidget Goes to Rome)
- 1968: Sturm auf die eiserne Küste (Attack on the Iron Coast)
- 1969: Die Rache der glorreichen Sieben (Guns of the Magnificent Seven)
- 1970: Kanonen für Cordoba (Cannon for Cordoba)
- 1970: The Brotherhood of the Bell
- 1971: Der Mephisto-Walzer (The Mephisto Waltz)
- 1984: Celebrity: Der Ruhm (Celebrity) (Fernseh-Dreiteiler)
- 1988: Gesprengte Ketten – Die Rache der Gefangenen (Great Escape II: The Untold Story) (Fernsehfilm)